# Ikwa (dopływ Bohu)
Ikwa (ukr. Іква) – rzeka na Wołyniu i Podolu, prawy dopływ Bohu. Leżą nad nią Stara Sieniawa i Piławce.